# Bigipedia
Bigipedia fue un sketch cómico semanal transmitido en BBC Radio 4 entre el 23 de julio y 13 de agosto de 2009. La historia de este espectáculo gira en torno a "Bigipedia", una emisión web en la radio que pretende ser una parodia de la Wikipedia; la serie imita satíricamente a Wikipedia y otros aspectos de la Internet. La BBC lo describe como una Oficina de Prensa, siendo "un experimento único en 'broadwebcasting'". La serie fue creada por la coestrella Nick Doody, que también coescribió el show con Matt Kirshen, y un equipo más amplio de escritores. Fue producido por Pozzitive Productions.
Los críticos han dado a Bigipedia críticas positivas. La serie fue comercializada por la BBC como "The Sunday Format para la edad en línea", y los críticos han dado a Bigipedia comparaciones favorables con su predecesor. La calidad de la escritura también ha sido elogiada. Sin embargo, los críticos han criticado también a la forma en que el espectáculo se presenta. La primera serie de Bigipedia se puso a disposición para la venta de descarga en Audible.co.uk desde el 1 de diciembre de 2009. Una segunda serie de cuatro episodios se transmitió en 2011.

## Episodios
| N.º | Título       | Fecha de emisión original |
| --- | ------------ | ------------------------- |
| 1 | «Episodio 1» | 23 de julio de 2009       |
| Bigipedia mira a los orígenes original e inquietante de la canción "Teddy Bears' Picnic"; el artículo aparecido en "Fragrant Slab",una banda más famosa por una canción que suena como la música cuando Microsoft Windows inicia; Bigikids enseña a los niños cómo hacer palitos de pescado; y hay un artículo sobre la colección más aburrida de mensajes en botellas en la historia.                |              |                           |
| 1 | «Episodio 2» | 30 de julio de 2009       |
| Esta semana se ve en el artículo destacado sobre The Line, la serie de televisión más grande jamás realizada; una selección de protectores de pantalla en Bigipedia incluyendo de manera destacada a patos; un debate sobre si es una actriz notable suficientemente para conseguir su propio artículo;y una mirada retrospectiva a políticas incorrectas de Chianto anunciadas de la década de 1970. |              |                           |
| 1 | «Episodio 3» | 6 de agosto de 2009       |
| Bigipedia recibe una colección de publicidad de personas, Bigikids estudia la manera de ser un espía; hay un tutorial sobre cómo hacer música con el software de Bigiband, y hay un artículo aparecido en "El hombre que susurraba Bee", a Welshmanque era la única persona para mantener abejas por su empresa y no su miel.                                                                         |              |                           |
| 1 | «Episodio 4» | 13 de agosto de 2009      |
| Bigipedia se vuelve más siniestro con su nuevo servicio de cartografía de calles BigiStreetWatch y desarrolla la tecnología en un intento de apoderarse del mundo. También hay un nuevo artículo sobre un ilusionista conocido por sus habilidades en redirección; y una serie de desastrosos de los anuncios clasificados de la seguridad en Uruguay.                                                |              |                           |